# Corethrella gloma
Corethrella gloma är en tvåvingeart som beskrevs av Art Borkent 2008. Corethrella gloma ingår i släktet Corethrella och familjen Corethrellidae. Inga underarter finns listade i Catalogue of Life.